# Johannes Brandsma
Johannes Adrianus Brandsma (* 15. November 1900 in Amsterdam; † 23. Januar 1973 ebenda) war ein niederländischer Ruderer.

## Karriere
Johannes Brandsma wurde zusammen mit Dirk Fortuin, Jean-Baptiste van Silfhout, Louis Dekker und seinem Bruder Jacob Brandsma 1924 Europameister im Vierer mit Steuermann. Bei den Olympischen Sommerspielen 1924 erreichte die gleiche Besatzung das Finale der Vierer mit Steuermann-Regatta, konnte das Rennen jedoch nicht beenden. Bei den Europameisterschaften 1927 gewann Johannes Brandsma mit Dirk Fortuin und Steuermann L. Janus die Bronzemedaille im Zweier ohne Steuermann.